# Baluartes de San Francisco de Campeche

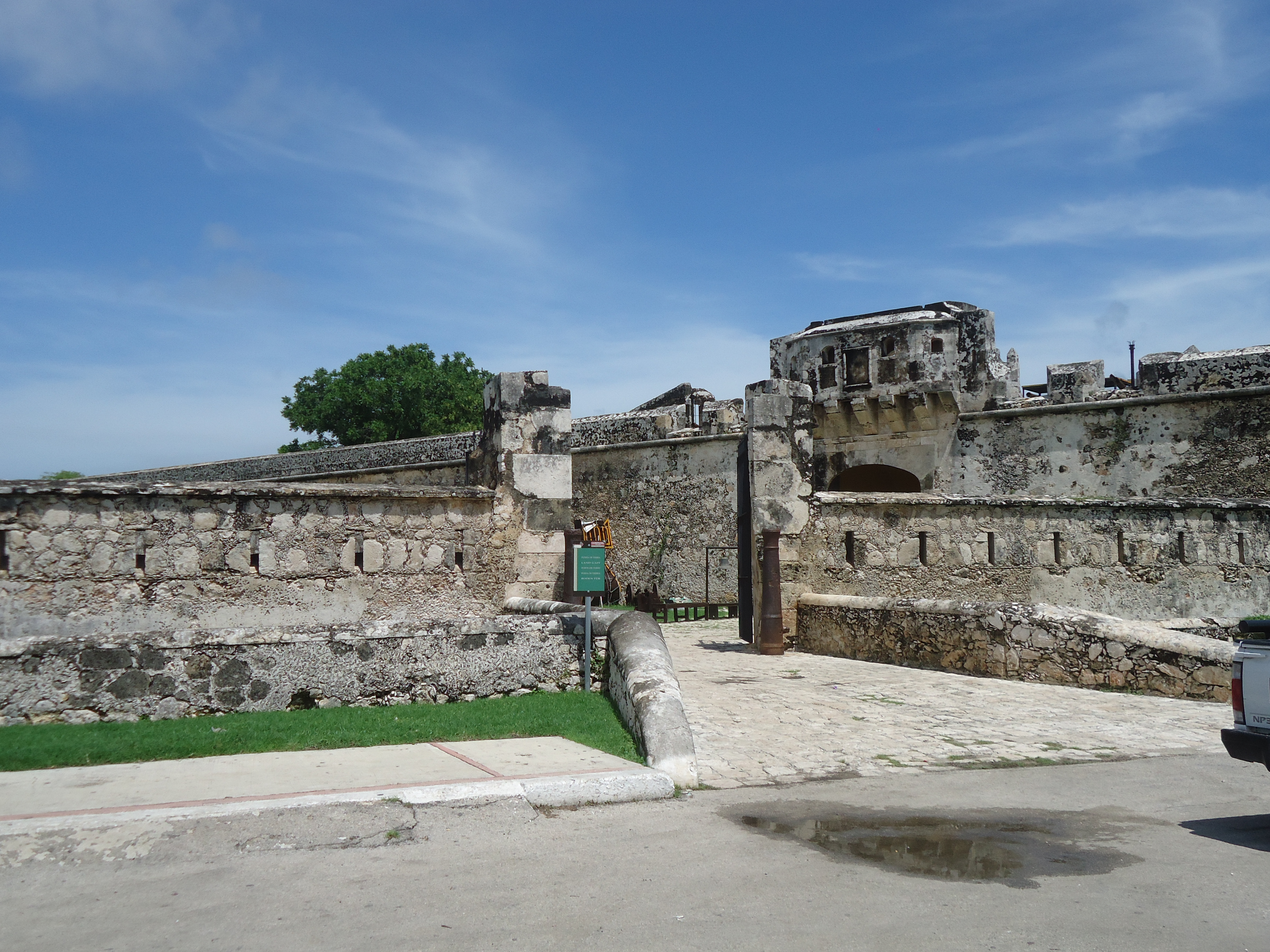
Puerta de Tierra

La ciudad de San Francisco de Campeche en México fue nombrada patrimonio cultural de la humanidad por la UNESCO en diciembre de 1999, desde su fundación ha tenido que atravesar por diversos conflictos, empezando por mantener su propia identidad ante la llegada de los españoles así como de los franciscanos en cuanto a su religión, adaptándose a las nuevas condiciones para poder sobrellevar las adversidades, pero sin lugar a duda una con la cual se enfrentaron grandes batallas fue con el acecho constante de los piratas.
Los habitantes de esta ciudad por la situación portuaria en la cual se encontraban tenían que tomar todas las previsiones necesarias para poder mantenerse a salvo, adecuándose a una nueva forma de vida en la cual tenían algunas restricciones como el horario para el cierre de las puertas esto para estar seguros ante los ataques piratas.
Por esto fue necesario la edificación de un núcleo amurallado que resguardará los principales edificios civiles y religiosos.
El primer proyecto contempló la construcción de varios fuertes menores,  sin embargo estos no impidieron el asedio de los piratas, ya que estos se encontraban muy distanciados.
Fue entonces necesario iniciar un nuevo proyecto que sugería amurallar la ciudad en forma rectangular rematando cada uno de los cuatro vértices con un baluarte, se inició en 1686 y estuvo a cargo del arquitecto Jaime Frank.                                                                                                                                                                                                                                                                                                                                                                                                                                                                  
Para poder acrecentar las defensas de la ciudad, el proyecto fue incrementado a indicación del ingeniero francés Louse Bouchard, quedando la muralla en forma hexagonal y en cada uno de sus vértices así como en las puertas de acceso un baluarte, haciendo un total de ocho, que se comunicaban entre sí por medio de un  construido sobre la muralla el cual se le nombró "EL Paso de Ronda".                                                                                                                                                    
Los baluartes fueron nombrados:
- Baluarte de San Juan
- Baluarte de San Francisco
- Baluarte de San Pedro
- Baluarte de Santa Rosa
- Baluarte de San Carlos
- Baluarte de la Soledad
- Baluarte de Santiago (Campeche)
- Baluarte de San José

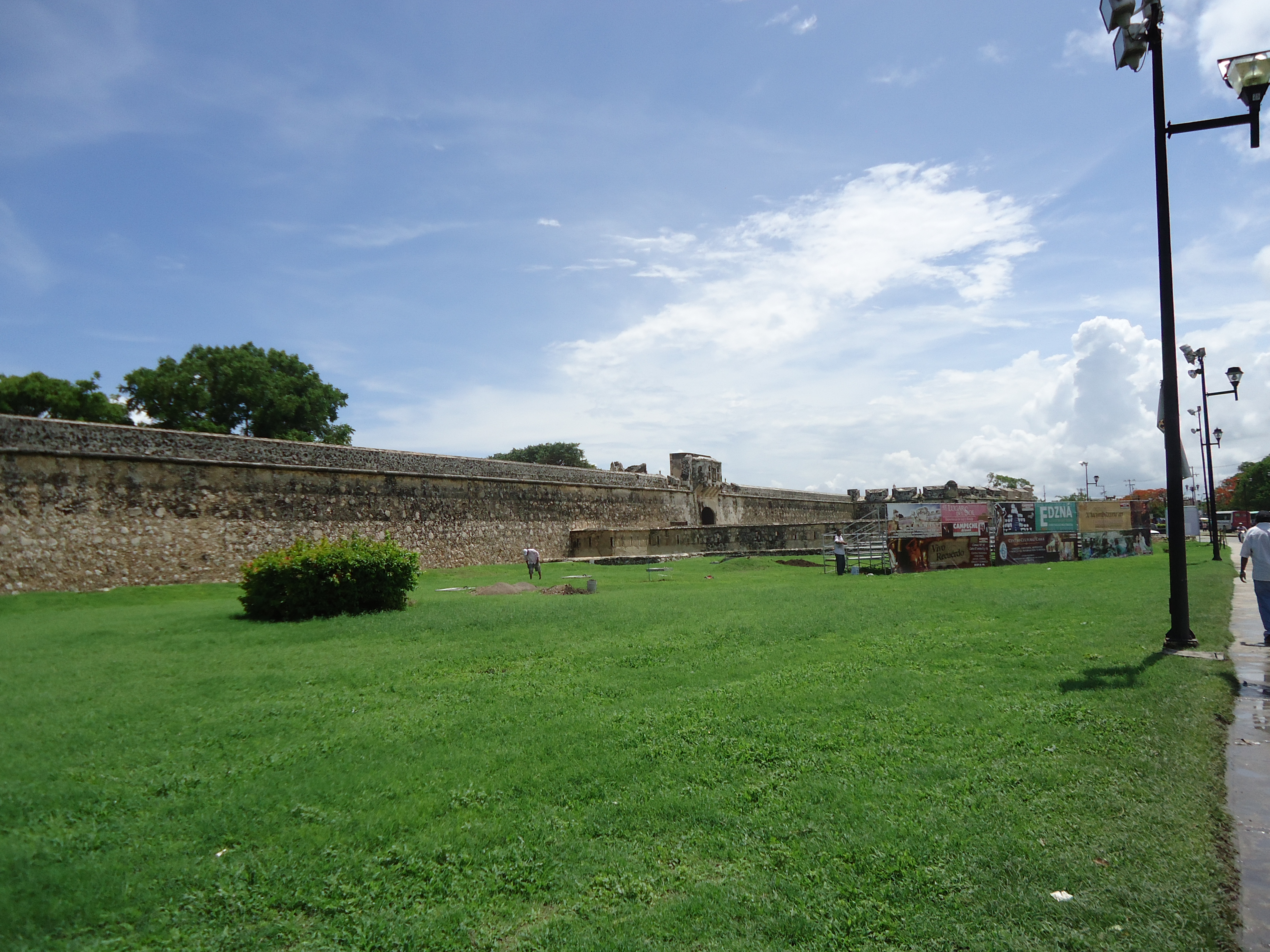
Murallas de San Francisco de Campeche

La zona amurallada se comunicaba con el interior por medio de cuatro puertas:
- Puertas de Campeche

- De tierra
- De mar
- De Guadalupe
- De San Román

Por si fuera insuficiente, para 1776 se empezó la obra de los reductos de San José el Alto y San Miguel, que por hallarse en los montículos montañosos, eran escoltados a las faldas de los cerros por dos baterías cada uno.                                                                                                                                                                         
La obra finalizó casi al mismo tiempo que la piratería. Años después con el pretexto del calor acumulado, así como las nuevas ideas recibidas de la corriente higienista, las autoridades decidieron iniciar la demolición de algunos lienzos de muralla, con ellas, cayeron el baluarte de San José, puertas de Guadalupe y San Román y la batería de San Fernando.